# 김용식 (1913년)
김용식(金溶植, 일본식 이름: 金本溶植 가네모토 요키, 1913년 11월 11일~1995년 3월 31일)은 대한민국의 정치인이다. 경상남도 통영군 충무읍 출생이며 본관은 김해(金海)이고 호는 추정(秋汀)이다.

## 주요 이력
1937년 일본 주오 대학 법학부를 학사 학위하고, 1939년 일본 고등문관시험 사법과에 합격했다. 1949년 1월 외무부에 들어왔다. 한국 전쟁 당시에는 부산으로 피난을 가서 경상남도 도지사 관사를 쓰던 대통령 관저에서 기거하였다. 그리고, 주 홍콩 영사, 주 호놀루루 총영사를 맡았다. 주 호놀룰루 총영사이던 1951년 2월, 김용식은 하와이 교민 양유찬을 찾아가 이승만과 면담할 것을 통보했다. 이것은 이승만이 양유찬을 주미대사로 임명하기 위한 것이었다. 이어서, 김용식은 주 일본 공사(1951년 12월 ~ 1957년 5월), 주프랑스 공사(1957년 ~ 1959년), 주 제네바 공사, 주 유엔 대사, 주영국 대사(1961년 7월~1962년 8월)를 역임했다. 주영국 대사 재임 시, 사절단을 이끌고 그리스를 방문하여 그리스 외무장관 에반젤로스 아베로프, 국방장관 죠지 테멜리스와 접견하고 그리스와 외교관계를 수립하였다. 이어서 주 필리핀 대사(1962년 8월~1963년 3월)를 거쳐 외무부장관(1963년 3월 ~ 12월)에 기용되었다. 그리고 무임소장관(1963년 12월 ~ 1964년 5월)을 거쳐 재차 외무부장관(1971년 6월 ~ 1973년 12월)과 국토통일원장관(1973년 12월~1974년 9월)을 맡았다. 이어서 주 미국 대사(1977년 4월~1981년 6월)에 임명되었다. 미국의 워싱턴 포스트지는 한국 정부가 김용식을 신임 주미대사로 임명한 것은 미국의 카터 행정부와 새로이 참신한 관계를 맺고자 하는 한국정부의 노력으로 보인다고 1977년 2월 23일 보도했다. 이 밖에도 대통령외교담당 특별보좌관, 대한적십자사 총재 등을 역임하였다. 그리고 1988년 하계 올림픽 잉여금으로 만들어진 평화상기금 위원장직을 마지막으로 공직에서 은퇴하였다.
2008년 발표된 민족문제연구소의 친일인명사전 수록자 명단 사법 부문에 선정되었다.